# Vas a ver!
Vas a ver! fue un programa de televisión argentino emitido por Canal 26 y conducido por Rodrigo Lussich, desde el 7 de marzo de 2016 hasta el 16 de diciembre del mismo año.

## Sinopsis
El programa es un magacín donde se abarca diversas temáticas, como así también; se resaltan las entrevistas a distintos famosos locales a través del panel. Comenzó a emitirse el lunes 7 de marzo de 2016 en el horario de las 20:00.

## Equipo

### Conductores
- Rodrigo Lussich (7 de marzo de 2016 - 16 de diciembre de 2016)

### Panelistas
- Vanesa Carbone (7 de marzo de 2016 - 16 de diciembre de 2016)
- Ramón Indart (7 de marzo de 2016  - 16 de diciembre de 2016)
- Pablo Muney (7 de marzo de 2016 - 16 de diciembre de 2016)

- Datos: Q25407826